# Пайо де Монтабер, Жак Николя
Жак Николя Пайо де Монтабер (фр. Jacques-Nicolas Paillot de Montabert; 6 декабря 1771 — 6 мая 1849) — французский художник и искусствовед.

## Биография

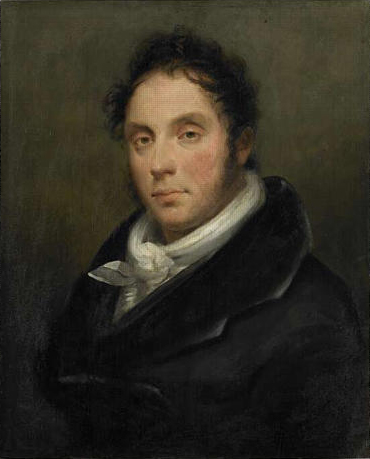
Портрет Байрона работы Пайо де Монтабера

Родом из Труа. Ученик Жака Луи Давида. Постоянный участник парижских Салонов в 1802—1831 гг. Известен своим интересом к энкаустике (живописи восковыми красками). Наиболее известная работа Монтабера — портрет мамелюка Рустама, телохранителя Наполеона (1806); имеется также выполненный Монтабером около 1820 г. портрет Байрона.
Как историк искусства Монтабер проявлял особый интерес к живописным техникам древности и Средневековья. Его девятитомный труд «Полный трактат о живописи» (фр. Traité complet de la peinture, с приложенным альбомом иллюстраций) имел серьёзное значение для своего времени.